# Protopterocallis giganteus
Protopterocallis giganteus är en insektsart som beskrevs av Bissell 1978. Protopterocallis giganteus ingår i släktet Protopterocallis och familjen långrörsbladlöss. Inga underarter finns listade i Catalogue of Life.